# Colonizzazione di Mercurio
Il pianeta Mercurio è stato proposto come un possibile pianeta per la colonizzazione del sistema solare interno, assieme alla colonizzazione di Marte, della Luna, di Venere e della fascia principale degli asteroidi. Le eventuali colonie permanenti quasi certamente sarebbero limitate alle regioni polari a causa delle temperature estreme nelle altre regioni del pianeta.

## Vantaggi

### Somiglianza con la Luna

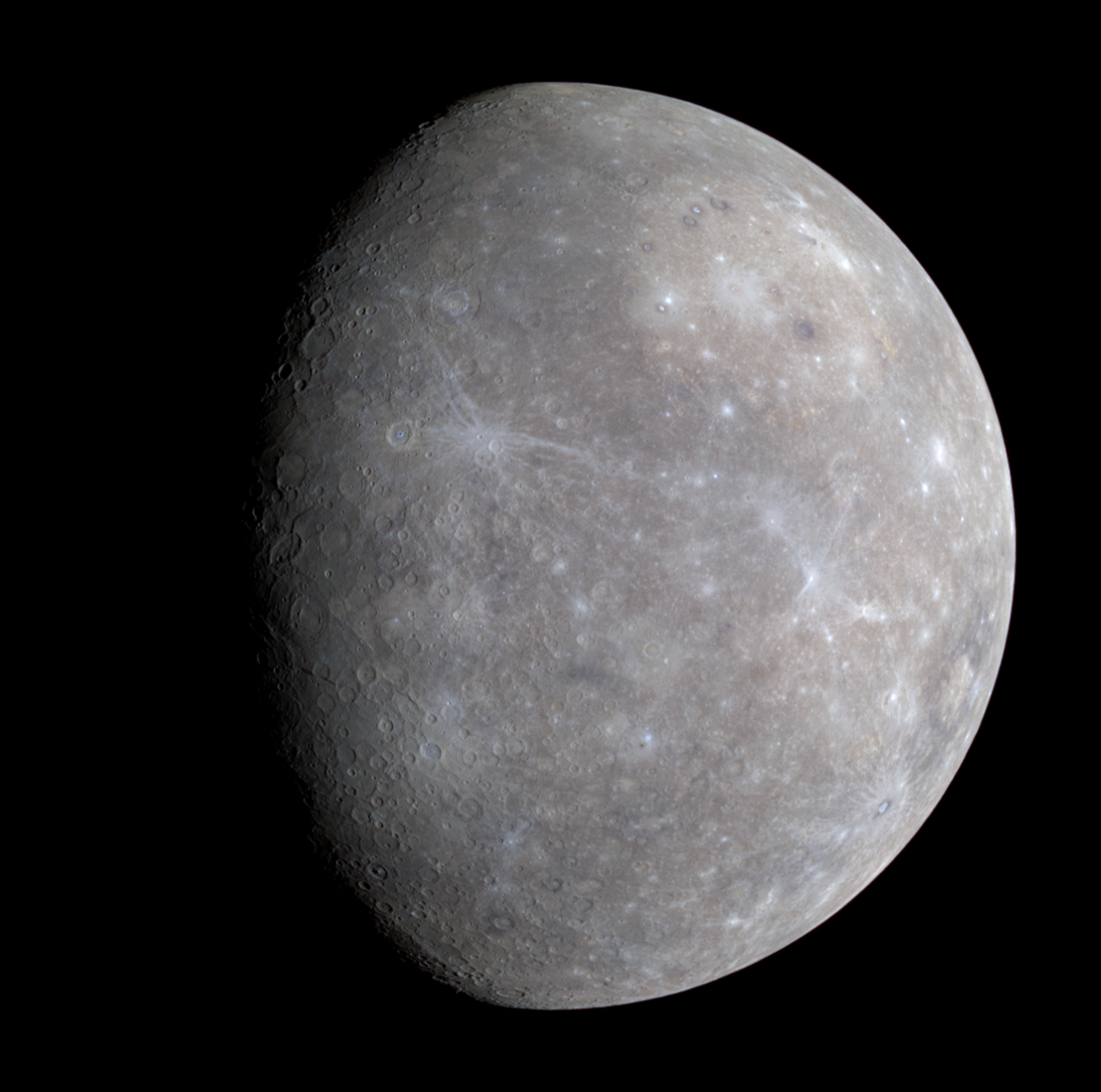
Mercurio fotografato dalla sonda MESSENGER.

Mercurio non possiede un'atmosfera significativa, è vicino al Sole e compie una lenta rivoluzione attorno ad esso con un'inclinazione dell'asse molto ridotto. Per queste caratteristiche, la colonizzazione del pianeta potrebbe essere effettuata con la stessa tecnologia e gli stessi equipaggiamenti di un'eventuale colonizzazione lunare. Bruce C. Murray ha descritto Mercurio come "Una mini Terra in abiti lunari". Al contrario della Luna, tuttavia, Mercurio ha il vantaggio di avere un campo magnetico che lo protegge dai raggi cosmici e dalle tempeste solari.

### Ghiaccio nei crateri polari

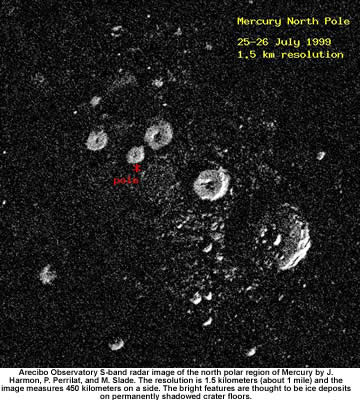
Immagine radar del polo nord

A causa della sua vicinanza al Sole, la superficie del pianeta può raggiungere i 427 °C, sufficiente a fondere il piombo. Tuttavia, le temperature nelle regioni polari sono molto più basse e potrebbero addirittura esistere depositi di ghiaccio all'interno di crateri situati in zone che restano permanentemente in ombra.
Le zone polari non risentirebbero neanche delle estreme escursioni termiche tra giorno e notte presenti sul resto del pianeta.

### Energia solare

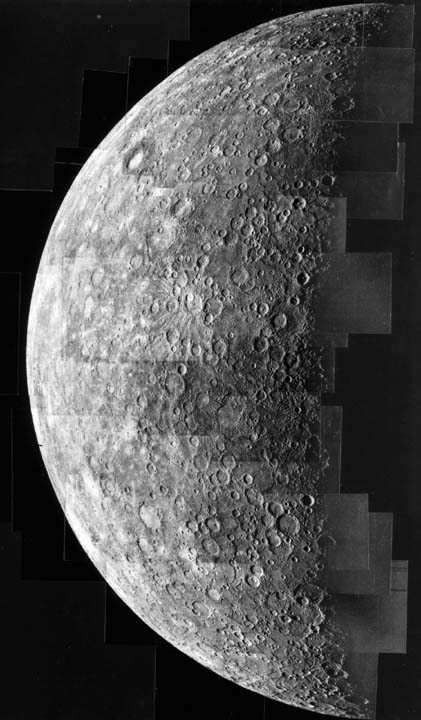
Mercurio ripreso dalla sonda Mariner 10

Sempre a causa della sua orbita, Mercurio ha la maggiore quantità di energia solare disponibile: la sua costante solare è 9,13 kW/m², ben 6,5 volte quella della Terra o della Luna. A causa della piccolissima inclinazione del suo asse di rotazione, di circa 0,01°, esiste la possibilità di trovare i cosiddetti picchi di luce eterna, simili a quelli presenti sulla Luna - punti situati ai poli del pianeta che sono costantemente irradiati dal Sole. Anche se non ne esistessero, potrebbero essere costruiti artificialmente.
C.R. Pellegrino e J.R. Powell proposero nel 1986 il progetto di ricoprire il pianeta con centrali solari e trasferire parte dell'energia generata in una qualche forma utile per il viaggio interstellare.
Un altro progetto prevede di posizionare un asteroide ghiacciato, proveniente dalla fascia principale o dal sistema solare esterno, in un'orbita alta del pianeta. Il forte vento solare e la costante solare elevata potrebbero dissociare l'acqua, facendo ricadere l'ossigeno dall'orbita verso il pianeta. Non è provato se questo processo possa agevolare la colonizzazione.

### Risorse
Si prevede che il terreno di Mercurio possa contenere grandi quantitativi di 3He, che rappresenterebbe un'importante sorgente di energia pulita (per mezzo della fusione nucleare) per la Terra e un traino per la futura economia del Sistema Solare.
Inoltre si pensa che il pianeta possieda una crosta ricca di ferro e silicati di magnesio, con le maggiori concentrazioni in tutto il Sistema Solare di molti elementi importanti.
Il geologo Stephen Gillett ha ipotizzato che il pianeta potrebbe essere un luogo ideale dove costruire vele solari, che potrebbero essere lanciate dalla superficie senza combustibile. Questo permetterebbe di ricavare materiali utili dal pianeta, usarli per costruire equipaggiamento da inviare su Venere, eventualmente per terraformarlo, oggi sappiamo però che la terraformazione di Venere è molto difficoltosa se non impossibile.

### Gravità
Mercurio è più grande della Luna (avente un diametro di 4879 km rispetto ai 3476 km lunari) con una densità maggiore a causa del suo grande nucleo ferroso. La gravità del pianeta è di 0.377 g, più del doppio di quella lunare (0.1654 g) e circa pari a quella di Marte. La salute dell'uomo soffre di disturbi provocati da lunghe permanenze in ambienti a gravità ridotta, quindi da questo punto di vista, Mercurio è un luogo migliore della Luna per l'abitabilità a lungo termine dell'uomo.

## Difficoltà
Le caratteristiche principali del pianeta - prossimità del Sole, giorni molto lunghi (pari a 176 giorni terrestri) e l'assenza di un'atmosfera significativa - contribuiscono a rendere l'insediamento dell'uomo una notevole sfida. Una colonia permanente sarebbe sicuramente posizionata nelle regioni polari, ma durante la lunga notte potrebbero essere effettuate escursioni verso la zona equatoriale. A parte la possibilità di ghiaccio ai poli, è difficile che esistano sul pianeta elementi leggeri necessari alla vita. Quindi dovrebbero essere importati.
Mercurio è situato nel pozzo gravitazionale del Sole ed è quindi necessario un valore Delta-v maggiore rispetto ad altri pianeti per viaggiare verso e dal pianeta. Nel passato, tuttavia, è stato possibile sfruttare orbite con gravità assistita utilizzando Venere per raggiungerlo.